# Кръстоносна пустинница
Кръстоносните пустинници (Notaden bennettii) са вид земноводни от семейство Limnodynastidae.
Срещат се в източната част на Австралия.
Таксонът е описан за пръв път от германския зоолог Алберт Гюнтер през 1873 година.